# Јунити Вилиџ (Мисури)
Јунити Вилиџ (енгл. Unity Village) град је у америчкој савезној држави Мисури.

## Демографија
По попису из 2010. године број становника је 99, што је 41 (-29,3%) становника мање него 2000. године.
| Група             | 2000.       | 2010.      |
| Белци             | 125 (89,3%) | 80 (80,8%) |
| Афроамериканци    | 4 (2,9%)    | 7 (7,1%)   |
| Азијати           | 1 (0,7%)    | 2 (2,0%)   |
| Хиспаноамериканци | 8 (5,7%)    | 6 (6,1%)   |
| Укупно            | 140         | 99         |